# Saint-Julien-le-Vendômois
Saint-Julien-le-Vendômois ist eine Gemeinde im Bereich des Zentralmassivs in Frankreich. Sie gehört zur Region Nouvelle-Aquitaine, zum Département Corrèze und zum Arrondissement Brive-la-Gaillarde. Nachbargemeinden sind  Coussac-Bonneval im Norden, Lubersac im Osten, Arnac-Pompadour im Südosten, Ségur-le-Château und Saint-Éloy-les-Tuileries im Süden sowie Glandon und Saint-Yrieix-la-Perche im Westen.

## Bevölkerungsentwicklung
| Jahr      | 1962 | 1968 | 1975 | 1982 | 1990 | 1999 | 2008 | 2012 |
| --------- | ---- | ---- | ---- | ---- | ---- | ---- | ---- | ---- |
| Einwohner | 589  | 547  | 448  | 375  | 322  | 308  | 269  | 258  |